# Fußball-Bezirksklasse Ostpreußen
Die Bezirksklasse Ostpreußen war eine zweitklassige Fußballliga im Sportgau Ostpreußen in der Zeit des Nationalsozialismus. Sie diente als Unterbau der Gauliga Ostpreußen, existierte von 1933 bis 1944 und wurde in mehreren Gruppen (Bezirke) ausgespielt. Die Sieger der Bezirke spielten dann in einer Aufstiegsrunde die zwei Aufsteiger zur erstklassigen Gauliga Ostpreußen aus. Ab 1940 hieß die Bezirksklasse 1. Klasse Pommern.

## Geschichte
Nach der durch die Gleichschaltung bedingten Auflösung des Baltischen Sportverbandes (BSV) 1933 wurden die Mannschaften aus Ostpreußen in den Sportgau I Ostpreußen eingeordnet. Die in der Saison 1932/33 in den Ligen des BSV bestplatzierten Vereine erhielten einen Startplatz in der erstklassigen Gauliga Ostpreußen, die restlichen Vereine wurden in die unteren Ligen eingeordnet.
Die Bezirksklasse Ostpreßen startete 1933/34 mit vier Ligen (Königsberg, Gumbinnen, Allenstein, Danzig-Marienwerder). Am 30. Juni 1935 wurde auf einer Tagung der Fußballkreisführer beschlossen, ein geändertes Spielsystem im Gau Ostpreußen-Danzig einzuführen. Der Spielbetrieb fand nun zuerst in den bestehenden vier Bezirksklassen statt, wobei die Gauligisten aus der Vorsaison ebenfalls nun in den Bezirksklassen spielten. Die jeweils zwei besten Mannschaften pro Bezirksklasse qualifizierten sich dann für die eigentliche Gauliga, die in zwei Gruppen mit je vier Mannschaften ausgetragen wurde. Dieses System wurde drei Spielzeiten lang durchgeführt, wobei sich jedes Jahr neu durch eine vordere Platzierung in der Bezirksklasse für die Gauliga qualifiziert werden musste. Erst zur Spielzeit 1938/39 wurde wieder eine feststehende Gauliga installiert, die Bezirksklassen wurden auf sechs erhöht.
Mit Beginn des Zweiten Weltkrieges stocke zunächst der Spielbetrieb. Die Ligen wurden umorganisiert, die Bezirksklasse hieß fortan 1. Klasse und wurde in sechs Bezirken ausgespielt, wobei die Danziger Vereine im neugegründeten Sportgau Danzig-Westpreußen eingeordnet wurden. Eine weitere Neueinteilung gab es zur Spielzeit 1942/43, es wurden 53 Kreise gebildet, die in acht Kreisgruppen zusammengefasst wurden. Kriegsbedingt erfolgte die Auflösung der 1. Klasse nach der Spielzeit 1943/44. Alle noch spielfähigen Mannschaften im Gau wurden in verschiedene Sportkreisgruppen aufgeteilt.

## Spielzeiten der Bezirksklasse Ostpreußen 1934–1944

### 1933/34 – 1937/38
Von 1935/36 bis 1937/38 spielten in der Bezirksklasse auch die Gauligisten. Die jeweils beiden bestplatzierten Vereine pro Bezirk qualifizierten sich für die jährlich neu zusammengesetzte Gauliga.
| Saison  | Sieger Bezirk I Königsberg       | Sieger Bezirk II Gumbinnen | Sieger Bezirk III Allenstein      | Sieger Bezirk III Danzig-Marienwerder |
| ------- | -------------------------------- | -------------------------- | --------------------------------- | ------------------------------------- |
| 1933/34 | Concordia Königsberg             | SV Insterburg              | SV Allenstein                     | Polizei-SV Danzig                     |
| 1934/35 | RSV Braunsberg                   | FC Preußen Gumbinnen       | MSV Hindenburg Allenstein II      | SC Lauental                           |
| 1935/36 | SV Prussia-Samland Königsberg    | MSV Yorck Boyen Insterburg | Standort-SV Hindenburg Allenstein | SC Preußen Danzig                     |
| 1936/37 | SV Rasensport-Preußen Königsberg | MSV Yorck Boyen Insterburg | Standort-SV Hindenburg Allenstein | SC Preußen Danzig                     |
| 1937/38 | SV Prussia-Samland Königsberg    | MSV Yorck Boyen Insterburg | SVgg Masovia Lyck                 | BuEV Danzig                           |

### 1938/39
| Saison  | Sieger Staffel Allenstein | Sieger Staffel Danzig | Sieger Staffel Elbing   | Sieger Staffel Insterburg | Sieger Staffel Königsberg | Sieger Staffel Masuren |
| ------- | ------------------------- | --------------------- | ----------------------- | ------------------------- | ------------------------- | ---------------------- |
| 1938/39 | SV Allenstein             | SC Preußen Danzig     | WSV Hermann Balk Elbing | FC Preußen Gumbinnen      | Reichsbahn SG Königsberg  | VfL Bartenstein        |

### 1939/40
| Saison  | Sieger Staffel Allenstein | Sieger Staffel Insterburg-Gumbinnen | Sieger Staffel Königsberg | Sieger Staffel Tilsit-Memel |
| ------- | ------------------------- | ----------------------------------- | ------------------------- | --------------------------- |
| 1939/40 | SV Preußen Mlawa          | SV Insterburg                       | LSV Richthofen Neukuhren  | Freya-VfR Memel             |

### 1939/40 – 1941/42
| Saison  | Sieger Bezirk 1 Königsberg | Sieger Bezirk 2 Tilsit | Sieger Bezirk 3 Gumbinnen | Sieger Bezirk 4 Lyck | Sieger Bezirk 5 Allenstein | Sieger Bezirk 6 Zichenau |
| ------- | -------------------------- | ---------------------- | ------------------------- | -------------------- | -------------------------- | ------------------------ |
| 1940/41 | LSV Heiligenbeil           | Polizei-SV Tilsit      | SC Preußen Insterburg     | kein Spielbetrieb    | VfB Osterode               | kein Spielbetrieb        |
| 1941/42 | Königsberger STV           | VfB Tilsit             | SV Insterburg II          | kein Spielbetrieb    | Reichsbahn-SG Allenstein   | kein Spielbetrieb        |

### 1942/43 – 1943/44
| Saison  | Sieger Kreisgruppe A | Sieger Kreisgruppe B | Sieger Kreisgruppe C | Sieger Kreisgruppe D | Sieger Kreisgruppe E | Sieger Kreisgruppe F | Sieger Kreisgruppe G | Sieger Kreisgruppe H |
| ------- | -------------------- | -------------------- | -------------------- | -------------------- | -------------------- | -------------------- | -------------------- | -------------------- |
| 1942/43 | LSV Pillau           | SG Tilsit            | FC Preußen Gumbinnen | Reichsbahn-SG Lyck   | SV Allenstein        | SV Ostland Zichenau  | SpVgg Memel          | kein Spielbetrieb    |
| 1943/44 | RSV Heiligenbeil     | SpVgg Memel          | nicht überliefert    | TuSV 1882 Angerburg  | VfL Mohrungen        | SG Schröttersburg    | siehe Kreisgruppe B  | kein Spielbetrieb    |